# シケオン・ナムゲル
シケオン・ナムゲル（Sidkeong Namgyal, 1819年 - 1874年4月）は、インド、シッキム王国（ナムゲル朝）の第8代君主（在位：1861年 - 1874年）。

## 生涯
1819年、シッキム王ツグプ・ナムゲルの息子として生まれた。
1861年、父王ツグプ・ナムゲルの退位により、王位を継承した 。だが、彼の王位継承は1860年にダージリン居住民がシッキム人に拉致され、イギリスがこの機会に本格的に出兵し、1861年にツグプが退位させられたことによる。
その後、同年にシケオンはイギリスと条約の締結を余儀なくさせられ、その国権をイギリスに委譲した。そのため、父の代に結ばれたティタリヤ条約で保護国となっていたシッキムはさらにその従属性を強めた。
1874年4月、シケオンは死亡し、弟のトゥトブ・ナムゲルが王位を継承した 。